# 오쿠다역
오쿠다역(일본어: 奥田駅)은 일본 아이치현 이나자와시에 위치한 나고야 철도 나고야 본선의 철도역이다. 역 번호는 NH 46이며, 상대식 승강장 2면 2선의 구조를 갖춘 지상역이다.

## 타는 곳
| 서측 | ■ 나고야 본선 | 하행 | 고노미야 · 이치노미야 · 기후 방면 |
| 동측 | ■ 나고야 본선 | 상행 | 스카구치 · 나고야 · 가나야마 방면 |

## 이용 현황
- 2013년 기준 : 2,218명

## 역 주변
- 기타지마 성 터
- 미쓰비시 전기 이나자와 제작소
  - 엘리베이터 테스트 타워
- 톱 몰 이나자와

## 인접 역
| 나고야 철도 나고야 본선    | 나고야 철도 나고야 본선 | 나고야 철도 나고야 본선          |
| -------------------------- | ----------------------- | -------------------------------- |
| NH 45 오사토 도요하시 방면 | ■ 나고야 본선           | 고노미야 NH 47 메이테쓰기후 방면 |